# Ляеністе
Ля́еністе (ест. Lääniste küla) — село в Естонії, у волості Кастре повіту Тартумаа.

## Населення
Чисельність населення на 31 грудня 2011 року становила 143 особи.

## Географія
Через населений пункт проходить автошлях 22280 (Гаммасте — Разіна).
Територією села тече річка Аг'я (Ahja jõgi) .

## Історія
До 24 жовтня 2017 року село входило до складу волості Винну.